# Aspö
Aspö is een plaats in de gemeente Vetlanda in het landschap Småland en de provincie Jönköpings län in Zweden. De plaats heeft 51 inwoners (2005) en een oppervlakte van 6 hectare.